# Фонтан-ротонда «Наталя і Олександр»

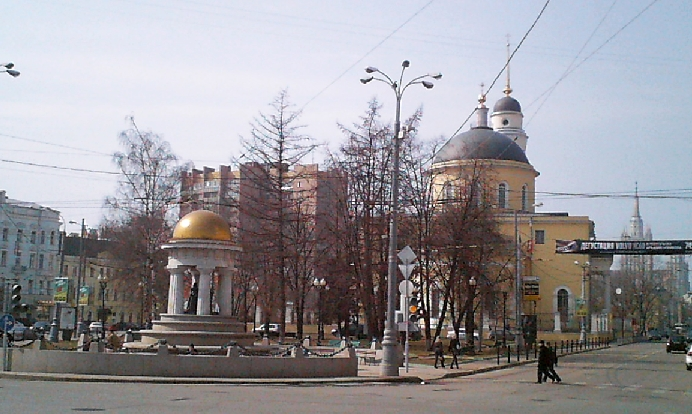
Фонтан-ротонда «Наталя і Олександр» на тлі Церкви Вознесіння Господнього та площі Нікітські Ворота

Фонта́н-рото́нда «Ната́ля і Олекса́ндр» — оригінальний пам'ятник російському письменнику Олександру Сергійовичу Пушкіну та його дружині Наталії Гончаровій у центрі столиці Росії місті Москві.

## Загальна інформація
Фонтан-ротонда «Наталя і Олександр» розташований поблизу Церкви Вознесіння Господнього, де вінчалися Олександр Пушкін і Наталя Гончарова, на площі Нікітські Ворота.
Автори пам'ятника — скульптор Михайло Вікторович Дронов зробив скульптури поета і його дружини, а проект фонтану-ротонди було розроблено відомими московськими архітекторами Михайлом Анатолійовичем Бєловим, керівником авторської «Майстерні Бєлова», професором Московського архітектурного інституту, і Максимом Олексійовичем Харитоновим, директором ВАТ «Аркада».

## Опис

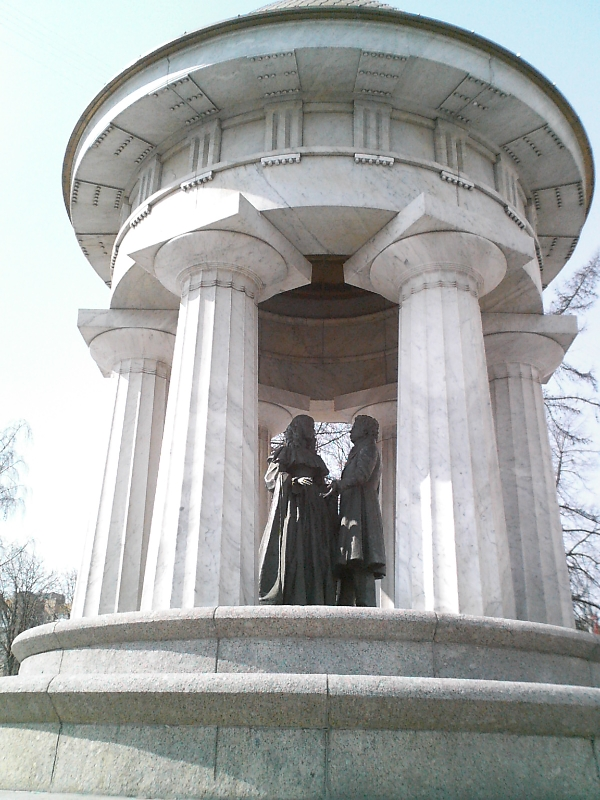
Фрагмент фонтана-ротонди

Пам'ятник являє собою фонтан у формі ротонди, в якій встановлені скульптури Олександра Пушкіна і Наталі Гончарової.
Цікаве класичне вирішення ротонди — на гранітному постаменті встановлені колони доричного ордера з сірого каррарського мармуру, спеціально доставленого з Італії, а на високому антаблементі встановлено напівсферічний золотий купол, що має символізувати Церкву Вознесіння Господнього.

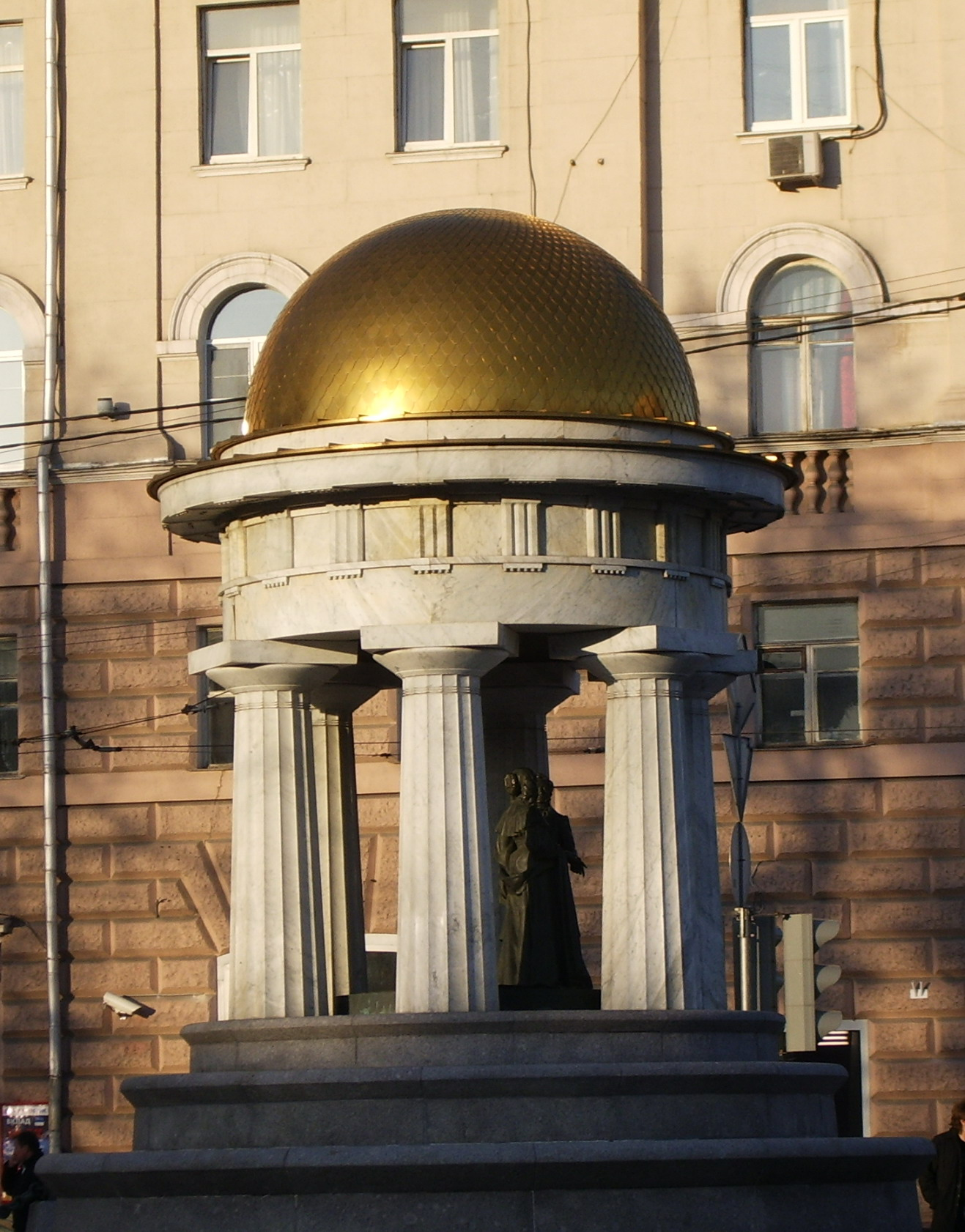
Загальний вид пам'ятника

Складне інженерне і в дечому новаторське рішення являє купол ротонди — його загальна вага, включно з внутрішньою напівсферою, становить близько 1 тонни, діаметр — 3 м, притому він варився як одне ціле. Ребристо-кільцева основа куполу та 2 400 «пелюсток» його покриття виконані з нержавіючої сталі. Ці пелюстки завтовшки 2 мм формувались на пресі з лазерним контролем, оброблялися методом високотемпературного нагрівання, травленням та електрохімічним поліруванням, а потому покривались нітридом титану, і вже після здійснювалося загальне електродугове зварювання.
Також довкруж купола було змонтовано елементи водовідведення діаметром 4,5 м та по периметру самої ротонди встановлено бронзові декоративні ланцюги.

## Історія
Фонтан-ротонду «Наталя і Олександр» було урочисто відкрито 6 червня 1999 року у день 200-ї річниці від дня народження О. С. Пушкіна.
Величезний напівсферічний купол повністю зібрано на Дослідницько-експериментальному виробництві Інституту фізики високих енергій у місті Протвіно у Підмосков'ї. Проти ночі 29 травня 1999 року купол було доставлено на спеціальному тягачі до Москви і встановлено у проектне положення.
Попри загальне схвалення громадськістю цього оригінального пам'ятника, існують критичні відгуки щодо нього — так, відмічається шаржованість і деяка непропорційність архітектурної споруди, а також те, що з багатьох ракурсів скульптури поета та його дружини всередині ротонди не проглядаються.

## Виноски-джерела
1. 1 2  Ширшов Л. Золотой купол для Натали и Александра. Архів оригіналу за 9 липня 2004. Процитовано 30 липня 2009. [Архівовано 2004-07-09 у Wayback Machine.]
2. ↑  Другая Москва. Мнение критики. Архів оригіналу за 19 жовтня 2007. Процитовано 30 липня 2009.